# کسل (ویرجینیای غربی)
کسل (به انگلیسی: Kessel) یک منطقهٔ مسکونی در ایالات متحده آمریکا است که در شهرستان هاردی، ویرجینیای غربی واقع شده‌است.